# Сталинец-2
«Ста́линец-2» (C-2) — средний артиллерийский тягач. Из выпущенных 1 275 штук в действующей армии на 1 сентября 1942 года использовалось 892 трактора. В августе 1939 года два тягача «Сталинец-2» совершили испытательный пробег Челябинск — Москва.

## Технические характеристики
- Масса груза, кг — 1500
- Масса прицепа, т — 10
- Высота с тентом, м — 3,1
- Клиренс, м — 0,462
- Удельная мощность двигателя, л.с./т — 9,58
- Двигатель дизельный, 105 л.с[4].
- Расход топлива по дороге, 1,15 л/км или 1 кг/км[1]
- Запас хода по шоссе, км — 183